# اجیستو پاندولفینی
اجیستو پاندولفینی (به ایتالیایی: Egisto Pandolfini) بازیکن فوتبال و اهل ایتالیا است 

## تیم ملی
از سال ۱۹۵۰ میلادی عضو تیم ملی فوتبال ایتالیا بوده و در ۲۱ بازی ملی حضور داشته‌است. او در بازی‌های ملی‌اش ۹ گل به ثمر رساند.
اجیستو پاندولفینی آخرین بازی ملی خود را در سال ۱۹۵۷ میلادی انجام داد. وی در ۲۹ ژانویه ۲۰۱۹ درگذشت.